# Перо Косорић
Перо Косорић (Соколац, 5. фебруар 1918 — Београд, 7. јул 1969), учесник Народноослободилачке борбе, генерал-пуковник ЈНА и народни херој Југославије.

## Биографија
Рођен је 5. фебруара 1918. године у Сокоцу, код Сарајева. Основну школу је похађао у родном месту, а гимназију у Босанској Градишки и Сарајеву. После завршене матуре, 1937. године, уписао је Правни факултет у Београду. Убрзо по доласку у Београду, као млади студент се прикључио студентском револуционарном покрету. Припадао је групи земљорадничке омладине, где је имао великог успеха у окупљању омладине у Сокоцу и на Романији.
После окупације Југославије, 1941. године, Перо је напустио Београд и вратио се у Соколац, где се одмах укључио у припреме за устанак. Маја 1941. године примљен је у чланство Комунистичке партије Југославије (КПЈ). У лето 1941. године био је један од организатора устанка на Романији и на Јахорини. Најпре је био постављен за командира Романијске групе, а средином августа је с групом бораца са Романије прешао на терен Јахорине и Калиновика, где је имао задатак да пружи помоћ у организовању устанка.
Убрзо потом је био постављен за заменика команданта Јахоринског партизанског одреда, а фебруара 1942. године је постао члан Оперативног штаба НОП за источну Босну. Кад је у августу формирана Шеста источнобосанска ударна бригада, био је постављен за заменика команданта бригаде. Од марта 1943. године био је командант Прве мајевичке ударне бригаде, а од јуна 1943. године заменик команданта 17. источнобосанске ударне дивизије. Од септембра 1944. године је био командант 27. источнобосанске ударне дивизије, а од октобра 1944. године команданта Трећег босанског корпуса.
У току рата је поред војних, обављао је и политичке дужности. На Првом конгресу Уједињеног савеза антифашистичке омладине Југославије (УСАОЈ), одржаном децембра 1942. године у Бихаћу, био је изабран за члана Земаљског одбора УСАОЈ-а. На првом заседању Земаљског антифашистичког већа народног ослобођења Босне и Херцеговине (ЗАВНОБиХ), одржаном 25. новембра 1943. године у Мркоњић Граду, био је изабран за већника ЗАВНОБиХ-а.
Још од првих борби, на Романији 1941. године, истицао се великом храброшћу, због чега је био један од најпознатијих партизанских бораца на Романији, а касније један од познатијих партизанских команданата у Босни и Херцеговини. Једна од првих борби, у којој се истакао била је борба са Немцима, на Романији 18. августа 1941. године, када је као бомбаш јуришао на непријатеља. Потом се истакао у нападу на жандармеријску касарну у Мокром, код Пала; борбама са усташама и домобранима на Јахорини; борбама Шесте источнобосанске ударне бригаде у Срему, крајем 1942. године; борбама са четицима на Мајевици; у борбама током Пете непријатељске офанзиве, јуна 1943. године; борбама са четницима на Гласинцу, када је разбијен устанак Драгослава Рачића, на Романовцу у току Шесте непријатељске офанзиве, као и у другим борбама.

### Послератни период
После ослобођења Југославије, био је упућен на школовање у Совјетски Савез, где је завршио Вишу војну академију „Ворошилов“. Потом се вратио у земљу, где је завршио и Вишу војну академију ЈНА. У Југословенској народној армији (ЈНА) се налазио на дужностима помоћника команданта армије, начелника Штаба војне области, команданта Војног подручја, председника Сталне испитне комисије за чин пуковника, команданта армије и помоћника Државног секретара за послове народне одбране СФРЈ, генерала Николе Љубичића. Имао је чин генерал-пуковника ЈНА.
Поред војних дужности био је биран за посланика Савезне народне скупштине, а на Осмом конгресу СКЈ, 1964. године био је изабран за члана Централног комитета СКЈ.
Умро је 7. јула 1969. године у Београду и сахрањен је у Алеји народних хероја на Новом гробљу у Београду.
Носилац је Партизанске споменице 1941. и других југословенских одликовања, међу којима су — Орден ратне заставе, Орден партизанске звезде са златним венцем, Орден заслуга за народ са златном звездом, Орден братства и јединства са златним венцем, Орден партизанске звезде са сребрним венцем и Орден за храброст. Орденом народног хероја је одликован 20. децембра 1951. године.